# Parastrangalis lineigeroides
Parastrangalis lineigeroides är en skalbaggsart som beskrevs av Holzschuh 2007. Parastrangalis lineigeroides ingår i släktet Parastrangalis och familjen långhorningar.
Artens utbredningsområde är Laos. Inga underarter finns listade i Catalogue of Life.